# 滔河
滔河，是中国长江流域汉水水系的一条河流，汇入丹江。河长156千米，流域面积1520平方千米，多年平均流量13立方米每秒。自然落差1015米。水能理论蕴藏量3万千瓦。